# Tschai, de waanzinnige planeet
Tschai, de waanzinnige planeet (originele Engelstalige titel: Planet of Adventure) is een vierdelige boekenreeks van Jack Vance. De reeks verhaalt van de avonturen van Adam Reith, de enige overlevende van een missie naar de planeet Tschai.

## Verhaallijn

### Overzicht
De verre planeet Tschai wordt bewoond door verschillende soorten intelligente wezens, waaronder de Chasch, de Wankh, de Dirdir en de Pnume. Elk van deze soorten heeft een menselijk "onderras" onder zich, dat sterke uiterlijke gelijkenissen met hen vertoont. Deze mensen fungeren over het algemeen als slaaf of dienaar, en al snel rijst het vermoeden dat zij uiteindelijk weleens van de aarde afkomstig en door domesticatie gewijzigd zouden kunnen zijn. Elk van de vier boeken behandelt Reiths avonturen met een van de soorten, en de boeken zijn daarnaar vernoemd:
Een stad vol ChaschDe Chasch zijn een volk van levensgenieters maar dol op hun wrede grappen. De Chaschmensen maken ze wijs dat ze een larve-stadium van de Chasch zelf zijn, tot Reith deze illusie vernietigt.
Onder de WankhDe Wankh, amfibische wezens met een onverstaanbare taal worden bedrogen door de Wankhmannen, die zich als tolken tussen de Wankh en de Lokharen die het werk doen hebben gedrongen. Ook hier zorgt de komst van Reith voor verandering.
De DirdirDirdir zijn fenomenale jagers en de Dirdirmensen, zoals Ankhe at Afram Anacho, kunnen hen slechts nastreven. Hiertoe dient men ingewikkelde chirurgische procedures te ondergaan waarbij men "geheimen" verwerft en wordt geacht bijna Dirdir te zijn. Mensen interesseren de Dirdir alleen als prooi. Misdaad en corruptie tieren dan ook welig in Sivishe.
De PnumeZij zijn, samen met de Phung, de inheemse bevolking van Tschai. Vanuit hun schuilholen houden ze het oppervlak in het oog en ontvoeren nu en dan individuen van verschillende soorten voor hun archief. De Pnumekerels worden met behulp van medicatie en strikte discipline rustig gehouden, zodat al hun driften worden onderdrukt.

### Duiding van samenleving en zeden
In de boeken wordt de relatie tussen buitenaardse volkeren de mens beschreven waarbij de nadruk vooral ligt op de diversiteit en het aanpassingsvermogen van de mens aan vreemde omstandigheden, op machtsverschillen en (on)afhankelijkheid. Een veelheid aan volkeren met sterk uiteenlopende, maar herkenbare, zeden en gewoonten passeert de revue en Vance neemt de tijd om de samenlevingen die daaruit voortvloeien te beschrijven. Andere thema's zijn emancipatie (Reith die mensen vertelt dat ze hun achtergestelde positie niet langer moeten pikken), seksualiteit (de mannenhatende 'cultus', de onderdrukking van seksualiteit bij Pnumekerels, de seksuele riten van de Khor, het operatief aanmeten van Dirdir-geslachtsorganen door Dirdirmannen), en de Koude Oorlog (de ongemakkelijke vrede tussen Chasch, Wankh en Dirdir, die ieder elkaar kunnen vernietigen en een strategische aanwezigheid op Tschai behouden). De goed gecamoufleerde tunnels van de Pnume doen denken aan de tunnelcomplexen in Vietnam, en net als de Vietcong lijken de Pnume hierdoor overal en nergens te zijn.
Een deel van de oorspronkelijke Engelstalige titels was door de toenmalige uitgevers gewijzigd. De Integrale Editie van Vances werk gebruikt opnieuw de titels die oorspronkelijk door de auteur waren gebruikt. Vance veranderde daarnaast de naam Wankh in Wannek nadat hem verteld was dat to wank in het Brits-Engels aftrekken betekent.

### Personages
- Adam Reith: Een astronaut die op Tschai strandt nadat zijn ruimteschip is neergehaald door een onbekend projectiel, en die terug wil naar de Aarde. Dit gelukt hem uiteindelijk.
- Traz Onmale: Het hoofd van de nomadenstam die Adam vond en zich bij Adam voegt na de nodige commotie die Adams aanwezigheid in de stam teweeg heeft gebracht. Hij gaat uiteindelijk met Adam mee naar de Aarde,
- Ankhe at Afram Anacho: Een Dirdirman die wordt gezocht door de Dirdir wegens het vergrijp  van het zich ten onrechte voordoen als een Dirdirman van hogere status. Hij gelooft dat de Dirdirman van de Dirdirplaneet Sibol afkomstig is en de Dirdir moet dienen; Adams aanwezigheid en voorwerpen van en verhalen over de Aarde zetten zijn anxioma´s op zijn kop. Uiteindelijk gaat hij met Adam mee naar de Aarde.
- Ylin-Ylan: Een Yaovrouw die door Adam gered wordt en met wie hij een relatie krijgt. Later wordt deze beëindigd en probeert ze uit jaloezie iedereen te doden in een vlaag van waanzin die de Yao betitelen als 'awaile'.
- Helsse Isan: De secretaris van Ylin-Ylans vader. Hij vergezelt de groep een tijd maar blijkt uiteindelijk geen Yao maar een Wankhman en spion wiens doel het is te voorkomen dat Adam van Tschai ontsnapt en de mensheid inlicht.
- Zarfo Detwiler: Een Lokhaarse technicus die Adam en zijn groep behulpzaam is met het kapen en besturen van een Wankhruimteschip.
- Aila Woudiver: Een ondernemer in goede en kwade zaken in de stad Sivishe, onder de rook van de Dirdirstad Hei. Hij doet alsof hij de groep helpt met de bouw van een ruimteschip, maar verraadt hen eerst aan de Dirdir en daarna aan de Pnume.
- Zap 210: Een vrouwelijke Pnumekerel die door Adam wordt gedwongen hem de weg uit de Pnumetunnels te wijzen. Noodgedwongen neemt Adam haar mee en door zonlicht en het niet langer blootstaan aan de hormoonbehandelingen van de Pnume ontwikkelt ze een gezonder uiterlijk. Uiteindelijk krijgt ze met Adam een relatie en neemt Adam haar mee naar de Aarde.

### Een stad vol Chasch
Het ruimteschip Explorator IV, op een onderzoeksmissie naar de bron van een radiocommunicatiesignaal, treft op 212 lichtjaar van de aarde een bewoonde wereld. Terwijl een kleine verkenningsboot met twee onderzoekers, Paul Waunder en Adam Reith, zich losmaakt, wordt het moederschip getroffen door een projectiel, afkomstig van het planeetoppervlak. De boot tuimelt omlaag en hoewel beiden de noodlanding overleven, wordt Waunder vrijwel onmiddellijk door nomaden gedood en het verkenningsschip door buitenaardse wezens, de Blauwe Chasch, meegenomen.
Reith wordt door de nomaden meegenomen en herstelt van zijn verwondingen bij hun stam, die hij na de nodige verwikkelingen samen met de jonge hoofdman Traz weet te ontvluchten. In overleg met Ankhe at afram Anacho, een gevluchte, wereldwijze Dirdirman die ze onderweg ontmoeten, stelt Reith een plan op om zijn ruimteschip terug te krijgen, dat opgeslagen zou liggen in een stad van het oude hoogontwikkelde ras der Blauwe Chasch. Tevens redt hij een vrouw, Ylin-Ylan, die op het punt stond geofferd te worden.
Hierna volgt een moeizame reis over de planeet Tschai, die door diverse wezens, waaronder de moerasmensen, Groene Chasch, steppenbewoners, ontsnapte proefproducten, de geheimzinnige inheemse Pnume en de eveneens inheemse, nog vreemdere Phung onveilig wordt gemaakt. Als terugkeer naar de aarde niet gemakkelijk blijkt, smeedt het drietal nieuwe plannen.
Via een karavaan reist hij naar de vervallen stad Pera, aan de grens van het gebied der Blauwe Chasch. Daar raakt hij in conflict met de leider, Naga Goho, die Ylin-Ylan als vrouw opeist. Reith weet Naga Goho af te zetten, en vertelt de verbouwereerde stadsbewoners dat ze een nieuwe leider moeten kiezen.
De dag erna probeert Adam zijn schip in de Chaschsstad Dadiche te vinden. Hij ziet zijn schip maar omdat hij zijn nieuwsgierigheid niet kan bedwingen en de Chash argwaan krijgen, moet Adam de stad halsoverkop verlaten. Tot zijn verbazing blijkt hij bij terugkeer in Pera tot nieuwe leider gekozen. Hij probeert de Peranen wat organisatie en ontwikkeling bij te brengen. Die staan daar echter sceptisch tegenover: de Blauwe Chasch zouden er weleens argwaan door krijgen. 
De Chasch traceren Adam terug naar Pera en proberen hem gevangen te nemen. Wanneer de Chasch in een hinderlaag lopen bereiden ze een strafexpeditie voor. Wederom worden de Chasch verslagen doordat ze de vindingrijke Adam Reith onderschatten, waarop ze met al hun macht uitrukken. Opnieuw worden ze verslagen door Adam die door een list een horde Groene Chash op hen weet los te laten, en deze keer kost het hen hun stad Dadiche, die door de Peranen wordt ingenomen. Adam voorkomt een slachtpartij door Dadiche aan de Chaschmannen te geven en de overlevende Chasch te verbannen. Anacho vertelt hem dat de kans dat Chash uit andere steden wraak nemen klein is: de Blauwe Chash zijn decadent en verlopen, niet geneigd tot dergelijke riskante ondernemingen.
Adam vindt zijn schip inderdaad terug in het ingenomen Dadiche, maar het binnenwerk en de machinerie zijn spoorloos. Hij zal dus wat anders moeten bedenken om thuis te komen.

### Onder de Wankh
Adam Reith wil echter geen burgemeester van Pera worden, want hij wil nog steeds terug naar huis. Bovendien wil hij Ylin-Ylan terugbrengen naar haar land, ook al is de liefdesrelatie tussen hen inmiddels beëindigd. Het land Cath, waar zij vandaan komt, is hoogontwikkeld, en hij hoopt op hulp bij de bouw van een ruimteschip van haar dankbare hooggeplaatste vader, de Heer van Blauwe Jade.
Dit betekent dat hij het continent en een oceaan moet oversteken. Onderweg begeeft het luchtvlot het en moet de groep per schip verder. Wanneer Adam het daar aanlegt met een andere vrouw ontsteekt Ylin-Ylan in jaloezie, en probeert iedereen te doden in een vlaag van waanzin die de Yao betitelen als 'awaile'. Uiteindelijk pleegt ze zelfmoord en moet Adam Reith in de hoofdstad Settra het droeve nieuws aan haar vader overbrengen. Deze ontvangt hem vijandig, en betaalt slechts met tegenzin de uitgeloofde premie van 50,000 sequijnen. Er is geen kans op dat de uiterst conservatieve Yao ooit behulpzaam kunnen zijn met een ruimteschip, en Adam krijgt uiteindelijk zoveel vijanden dat hij halsoverkop Settra moet verlaten.
Adam Reith legt in dit land eveneens contact met Lokharen, een volk uit het zuiden dat zich overal als gastarbeider verhuurt. Zij werken eveneens regelmatig voor de Wankh, een van de buitenaardse rassen die op Tschai resideren. Adam Reith hoopt met hen en hun kennis over de Wankh en hun ruimteschepen een ruimteschip te kunnen stelen van dit ras. De poging mislukt jammerlijk en het schip stort neer in een meer. De Wankh en Wankhmannen nemen de groep gevangen en sluiten hen op.
De Wankh zijn een groot soort amfibieën die door het maken van zeer ingewikkelde muzikale geluiden met elkaar communiceren, en zij menen dat zij heer en meester over de planeet zijn. De Wankhmannen, in theorie hun menselijke dienaren, zijn echter op basis van hun jarenlange oefening in het bespelen van speciale muziekinstrumenten de enigen op de planeet die ook maar enigszins met de Wankh kunnen communiceren. De Wankhmannen maken hiervan al tijdenlang misbruik door hun "meesters" om de tuin te leiden en trekken vanuit hun "onderdanige" positie feitelijk aan de touwtjes. Alvorens met zijn kompanen te ontkomen, weet Reith het bedrog aan de Wankh kenbaar te maken en laat hen en hun ondergeschikten in onderlinge strijd achter.

### De Dirdir
Na zware tegenslagen smeden de reisgenoten Traz, Anacho en Adam Reith een nieuw plan om van de planeet Tschai te ontsnappen: het bouwen van een nieuw ruimteschip. Reith begrijpt van zijn reisgenoten dat een dergelijke onderneming de meeste kans maakt vanuit de omgeving van de stad Hei, een uitvalsbasis van het agressieve ras der Dirdir. Hier zijn namelijk veel technici en machine-onderdelen beschikbaar, maar het zal een dure onderneming worden. Bovendien is het ook riskant want het vindt plaats onder de neus van de Dirdir terwijl bovendien Anacho gezocht wordt en wellicht herkend kan worden.
De Dirdir zijn van huis uit roofdieren en zijn dan ook dol op jagen. Ze jagen ook vooral op mensen, en in de stad Hei staat de Glazen Doos een gigantische overdekte biotoop van hun thuiswereld annex arena, waar men voor publiek op mensen (veelal gearresteerde criminelen) jaagt. Ook de hoogste klasse Dirdirmannen jaagt op mensen. Wie gevangen wordt, wordt opgegeten.
Om aan financiële middelen te komen, wordt een gedurfd plan bedacht om snel een groot kapitaal te vergaren, en waarbij ze een eveneens groot risico lopen om in een Dirdirmaag te belanden. Op Tschai worden namelijk sequijnen als geld gebruikt, stukken erts die alleen in een bepaald gebied voorkomen: de Carabas. Uiteraard komen veel mensen er sequijnen zoeken, maar de Carabas vormt ook het jachtgebied van de Dirdir. Adam Reith bedenkt nu het plan om de Dirdirjagers te overvallen, aangezien zij immers ook de opgegraven sequijnen van de sequijnzoekers buitmaken. De groep maakt zodoende een paar honderdduizend sequijnen buit en moet noodgedwongen, omdat dit meer is dan ze dragen kunnen, de helft achterlaten. Wanneer de Dirdir deze roofmoorden ontdekken zijn ze woedend, en ze rusten een jachtpartij uit om de daders te vinden. Reith voelt zich hier niet erg schuldig over: als Dirdir het normaal vinden om op mensen te jagen en ze te doden, dan moeten ze er ook maar tegen kunnen dat mensen op hen jagen en hen doden. Voor met name Anacho is dit uiteraard ongehoord.
Nadat de groep op het nippertje aan de Dirdir is ontsnapt, reist men naar Sivishe, een mensenstad onder de rook van Hei. Daar komen ze in contact met een zekere Aila Woudiver, die aan de juiste onderdelen en technici kan komen. De bouw vordert maar niet en blijkt ook stukken duurder dan verwacht zodat Adam Reith zelfs terug moet naar de Carabas. Uiteindelijk verraadt Woudiver Anacho aan de Dirdir, doodt de technicus Deine Zarre en zijn neefje en nichtje na zich aan beide kinderen vergrepen te hebben. Hij wilde al vanaf het begin de groep niet helpen, en probeert door hen te verraden bij de Dirdir in een goed blaadje te komen (hij is zelf half-Dirdirman), ondertussen de groep hun geld aftroggelend door te doen alsof hij meewerkt aan de bouw van het ruimteschip. De groep wordt immers gezocht door de Dirdir vanwege de moorden in de Carabas, met Anacho hadden de Dirdir daarnaast al een appel te schillen, en Woudiver beschuldigt Adam Reith van ketterij en blasfemie.
Adam Reith weet uiteindelijk Anacho uit de Glazen Doos te redden en Woudiver gevangen te nemen. Door de Dirdirtradities in zijn voordeel te gebruiken (de aloude Dirdirtradities mogen zelfs aan een niet-Dirdir niet geweigerd worden), weet Adam ook de jacht op hem stop te zetten. Alle beschuldigingen van de Dirdir en van Woudiver worden ongegrond verklaard. Vervolgens dwingt hij Woudiver de bouw van het ruimteschip te op diens eigen kosten te voltooien.

### De Pnume
Woudiver blijkt echter niet voor een gat te vangen. Wanneer het ruimteschip bijna af is, belandt Adam Reith door diens toedoen in handen van de ondergronds levende Pnume, die onaangename plannen met hem hebben. Erg lang heeft Woudiver hier geen plezier van: Traz schiet hem met zijn katapult in het gezicht en kort daarna komen de Dirdirmannen hem halen voor de Glazen Doos: zijn straf voor de mislukte aanklacht tegen Anacho en Reith.
Reith weet echter te ontsnappen en steelt daarbij een kaart. Hij weet met hulp van deze kaart en een van de menselijke slaven van dit ras aan zijn lot te ontsnappen. Het blijkt dat de ondergronds levende Pnume zichzelf als een soort museumbewaarders en optekenaars van de geschiedenis van Tschai zien. De Pnumekerels zijn hun menselijke knechten, afstammend van oorlogsvluchtelingen die de Pnume in hun tunnels opnamen. De Pnume onderwerpen hen aan een zeer strak regime dat ieder aspect van hun leven reguleert, en bepalen zelfs via hormonen in hun eten wie zich mag voortplanten. Vrouwen zien er daardoor jong en onontwikkeld uit. De vrouw die hij ontvoert heeft niet eens een naam maar een soort code: Zap 210.
Adam en Zap 210 weten de oppervlakte te bereiken, waarbij ze per ongeluk een heilig woud van het volk der Khor bezoedelen, en vervolgens een boot stelen. Ze weten na vele omzwervingen in terug te keren naar de werkplaats waar het ruimteschip zou moeten staan. Tijdens deze reis ontwikkelt Zap 210 vrouwelijke vormen en een gezonder uiterlijk omdat ze zonlicht krijgt en niet meer aan de hormoonbehandelingen van de Pnume blootstaat. Wel blijkt ze ontzettend naïef over bepaalde zaken zoals seksualiteit, en is ze aanvankelijk bang voor de onbeschutheid en weersomstandigheden van de oppervlakte. Tevens moeten ze telkens de agenten en spionnen van de Pnume ontwijken, terwijl ook de Khor nog een fikse appel met hen te schillen hebben. Adam weet in de Thangstad Urmank een bedriegelijke organisator van weddenschappen zelf te bedriegen, en verkijgt zo genoeg geld voor de terugtocht naar Sivishe.
Terug in Sivishe weten de Pnume Zap 210 alsnog te grijpen, en dwingen zo Adam Reith haar te volgen. Het blijkt dat ze hem wilden Vereeuwigen: zijn lichaam zou worden behandeld met een vloeistof waardoor het niet meer zou vergaan en altijd in dezelfde houding zou blijven staan. Zo zou hij, die al zoveel veranderingen op Tschai had bewerkstelligd, voor de Pnume als een museumstuk bewaard blijven. Want ook Adam maakt nu immers deel uit van de geschiedenis.
Adam haalt echter de kaart tevoorschijn en vertelt de Pnume dat er al meerdere kopieën van zijn gemaakt. Deze topgeheime kaart vermeldt het hele gangenstelsel van de Pnume, en iedere ingang. Wanneer de Pnume hem en Zap 210 ook maar een haar krenken, worden de kaarten overgedragen aan de Blauwe Chasch en Dirdir, die hen als ongedierte beschouwen en graag zouden uitroeien. Bovendien moeten de Pnumekerels worden vrijgelaten.
Adam en Zap 210 worden teruggebracht naar de oppervlakte. Hij vindt zijn vrienden terug en Adam, Traz, Anacho en Zap 210 stappen in het ruimteschip en verlaten Tschai.

## Uitgave
- 1973, Amsterdam: J.M. Meulenhoff, Msf 67, 533pag., ISBN 90-290-0107-0, 1e druk, paperback

## Bewerking
- In 2007 kwam het eerste deel uit van een adaptatie in stripvorm in acht episodes, getekend door Li-An op scenario van Morvan. Inmiddels is de gehele serie in de oorspronkelijke Franse versie voltooid alsook de Nederlandse vertaling met in totaal acht delen.[1]